# Meta Malus
Meta Malus, slovenska astrologinja, pevka in kolumnistka, * maj 1952, † 26. maj 2013.